# Greifensteine
Greifensteine – grupa skalna w Niemczech (Saksonia) na terenie Geyerscher Wald w Rudawach, w pobliżu miejscowości Thum i Ehrenfriedersdorf.

## Morfologia i geologia
Zespół składa się z siedmiu granitowych skał o wysokości do 730, 731 lub 732 m n.p.m. W początku XIX wieku istniało tu trzynaście formacji, jednak sześć z nich przez lata zostało zniszczonych przez osoby pozyskujące kamień. Ponieważ granit pojawia się tylko w bardzo niewielu miejscach na tym obszarze, od wieków był używany jako pożądany budulec. W złożach występują apatyty. 

## Amfiteatr

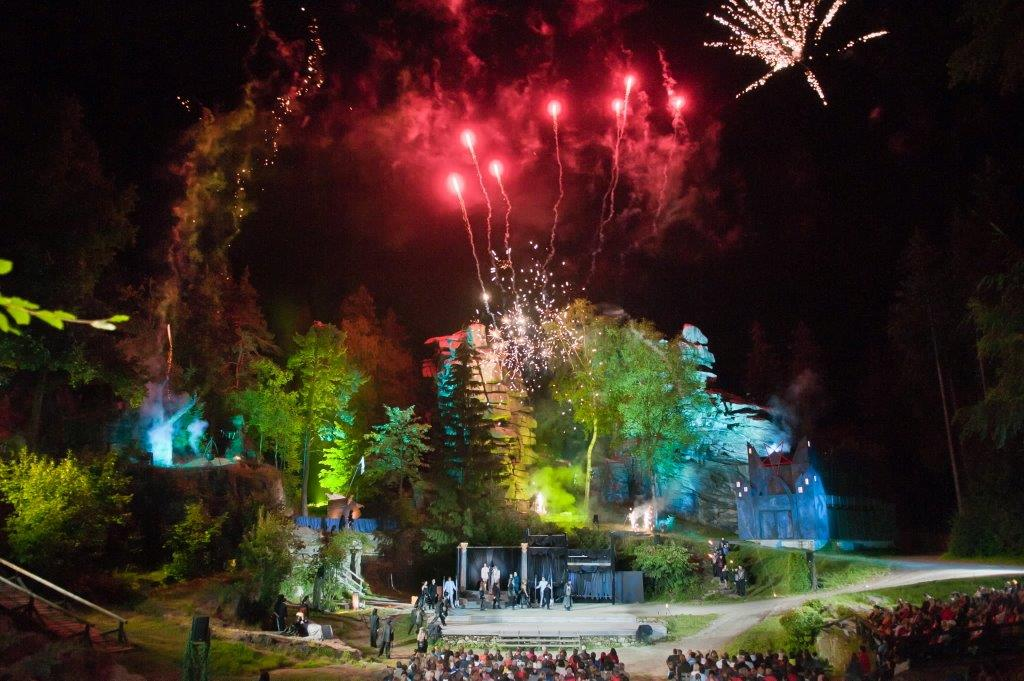
Amfiteatr

Obecne formacje w obrębie amfiteatru (scena i widownia) były kiedyś kamieniołomem. Granit z Greifensteinu był używany już w 1483 na kamienie graniczne między elektorską a książęcą Saksonią.
Pierwsze przedstawienia w amfiteatrze zagrano w 1846, kiedy zespół skał był już poddany ochronie. W kolejnych latach występy odbywały się tylko nieregularnie. Dopiero w 1931 Teatr Miejski w Annaberg-Buchholz (pod kierownictwem dyrektora artystycznego Hansa Heinza Kämpfa) dał tu dziesięć przedstawień, które obejrzało łącznie 6500 widzów. W 1932 zamknięto wyjątkowo udany sezon, a w 1933 widownia została powiększona i ulepszona. Od 1931 do 1938 naliczono około 163.500 widzów.
Po wojnie, od 1952 regularnie dawał tu przedstawienia teatr powiatowy, dzisiejszy Eduard-von-Winterstein-Theater Annaberg. Gościnnie występowali tu m.in. Bruno Decarli, Maria Cebotari, Paul Wegener i Inge Keller. W teatrze dostępnych jest 1800 miejsc na widowni. Od 1987 na scenie odbywają się cykliczne imprezy muzyczne, m.in. festiwal muzyki country (największy w Saksonii i najważniejszy pod względem muzycznym w Niemczech), przyciągający około 15.000 uczestników rocznie.

## Turystyka
Skały są popularnym celem wycieczek i węzłem szlaków:
- zielonych do Thum i Ehrenfriedersdorf,
- niebieskiego z Thum do Zwönitz,
- czerwonego z Ehrenfriedersdorf do Geyer[4].

W pobliżu znajduje się zalew Greifenbach.

## Galeria

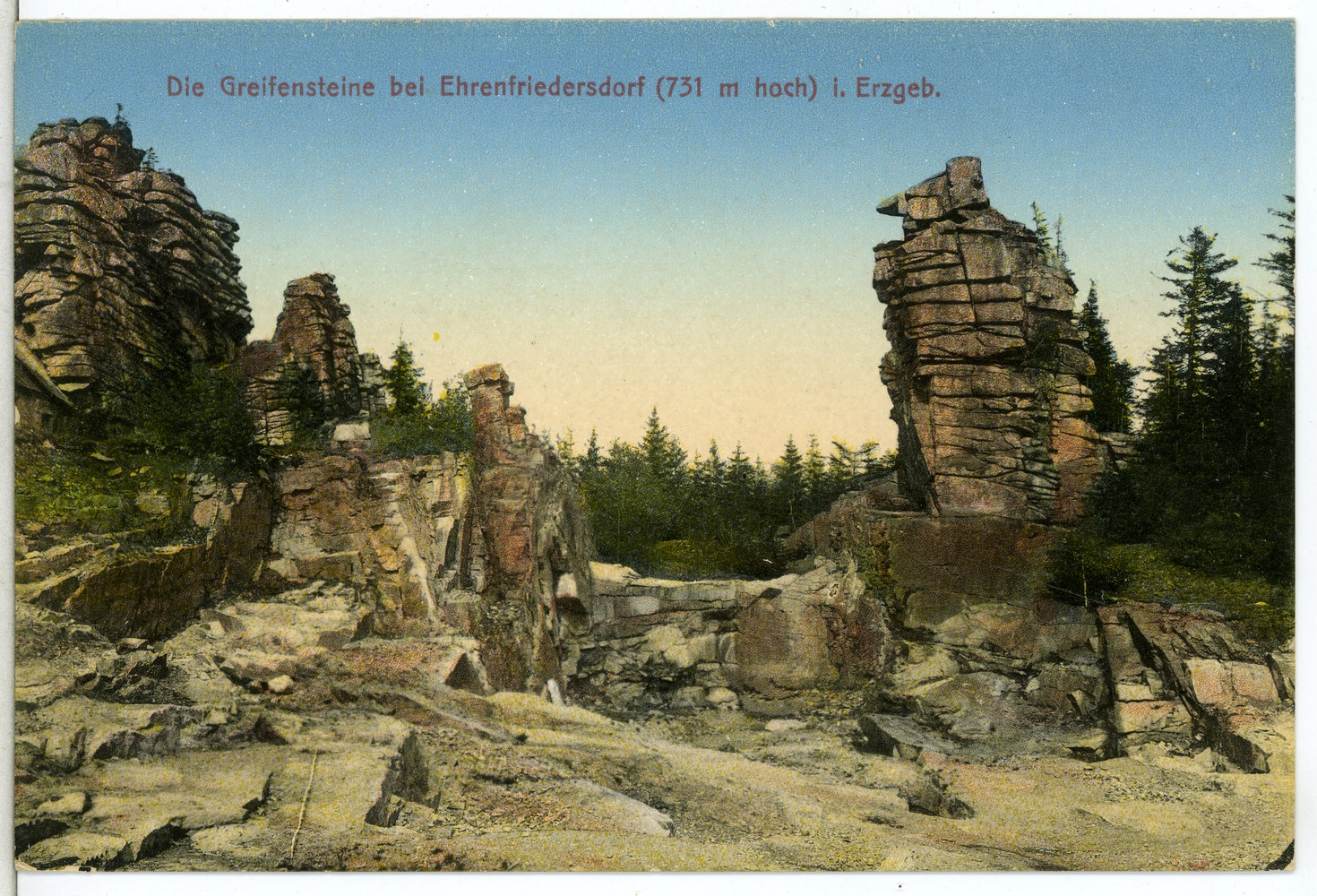
Zespół skał w 1911
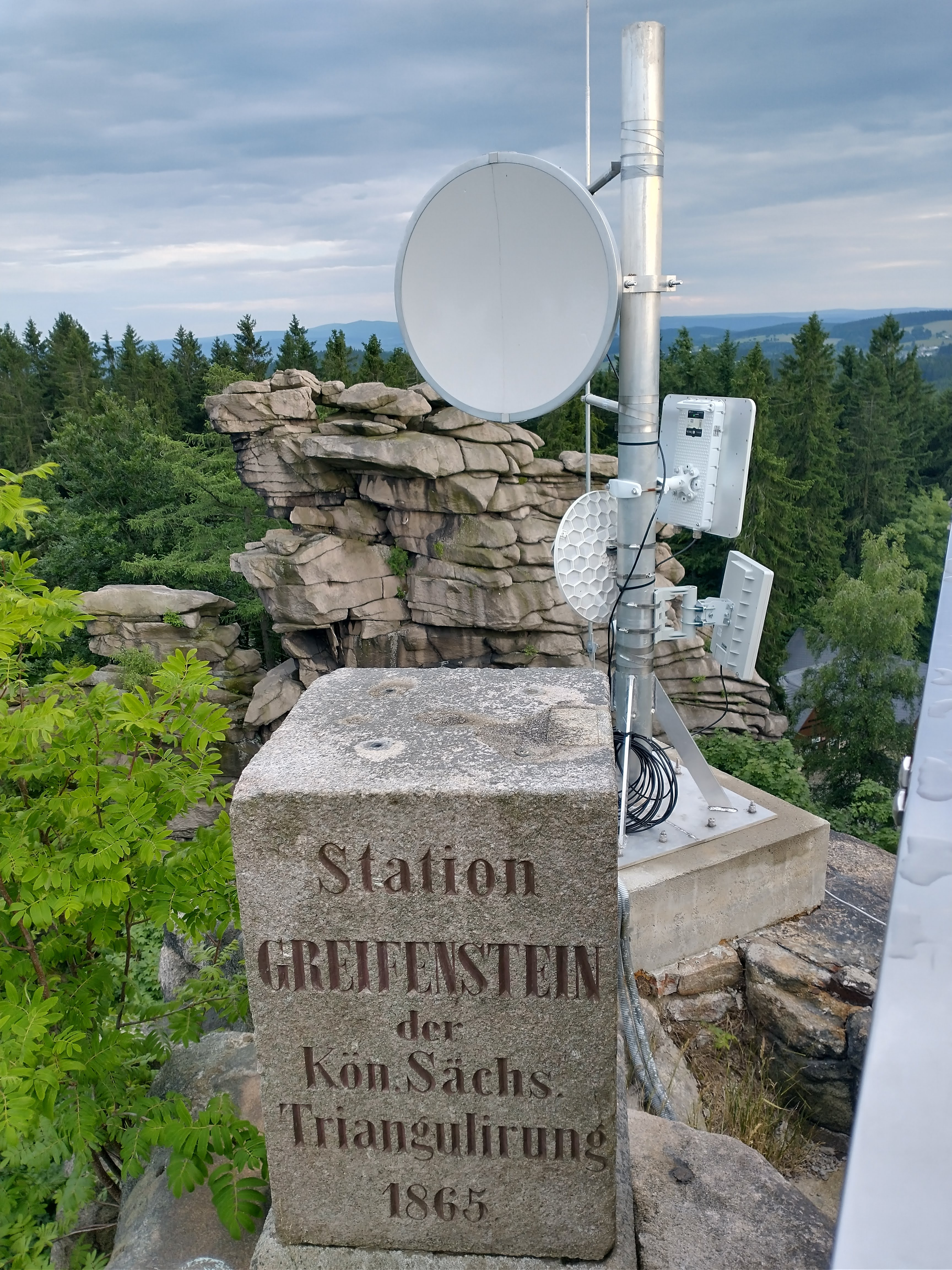
Wierzchołek skały szczytowej
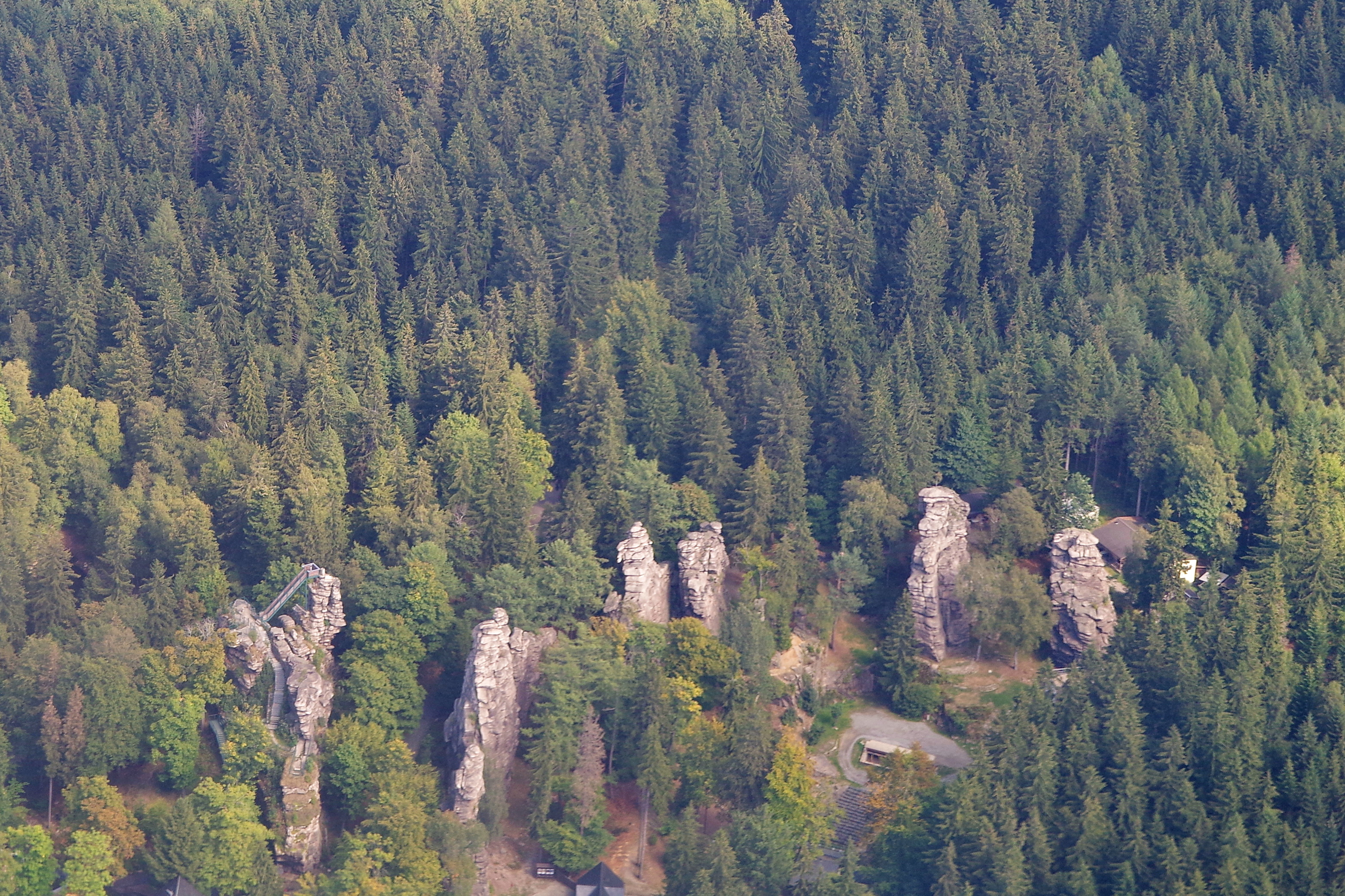
Widok z lotu ptaka
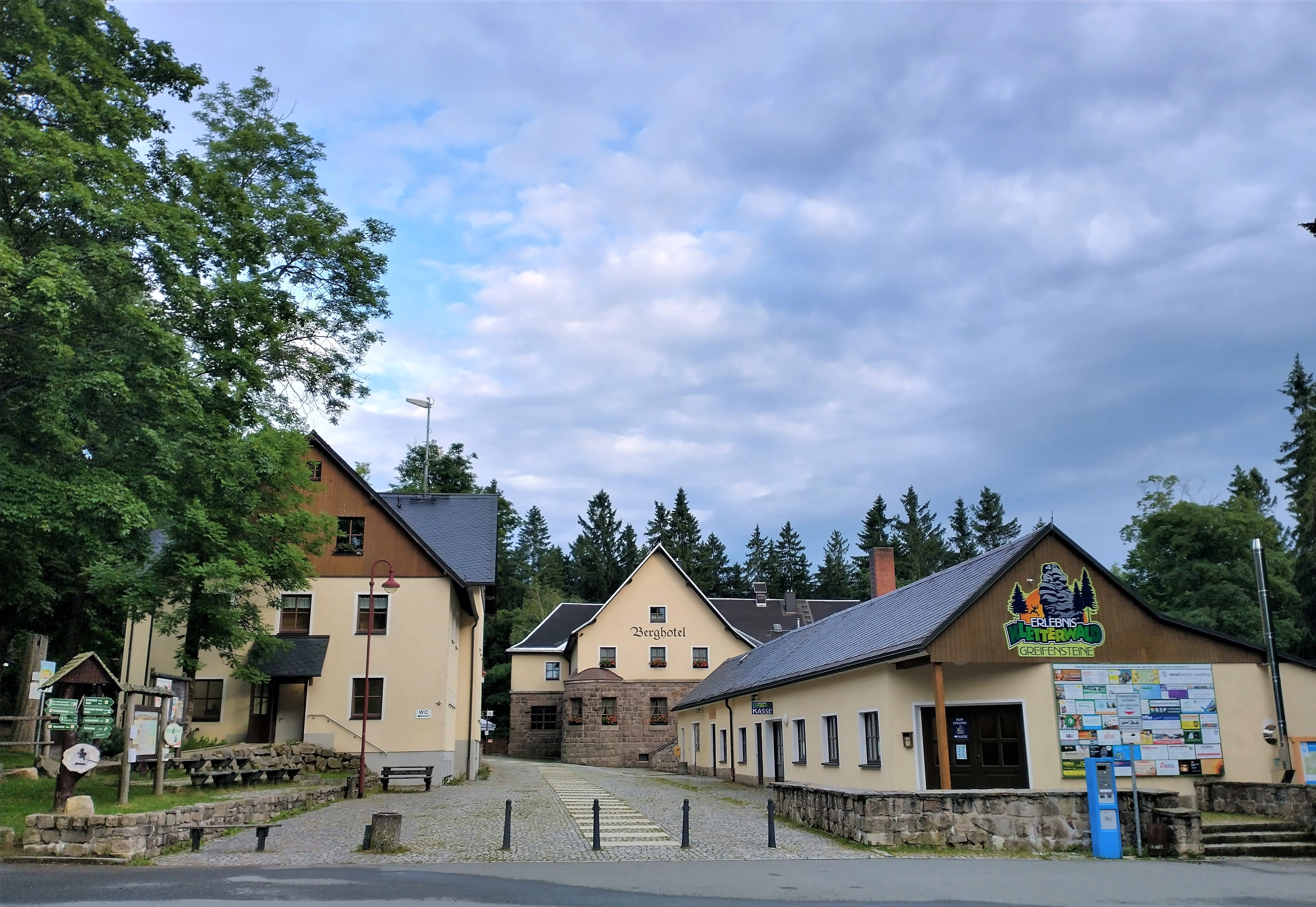
Hotel górski